# 马克斯·布里森
马克斯·布里森（法語：Max Brisson；1957年3月8日—）是一名法国政治人物，现任法国参议院议员，“友台小组”副主席。

## 生平
1957年3月8日，马克斯·布里森出生在法国巴约纳。
1989年，马克斯·布里森首次当选比亚里茨议员，代表青年和体育代表团，由保卫共和联盟市长伯纳德·玛丽出任主席。在1991年和1995年的市政选举中，迪迪埃·博罗特拉获胜，马克斯·布里森继续出任反对党的市议员。2001年，马克斯·布里森加入了迪迪埃·博罗特拉的市政集会小组，成为副市长，负责建筑、城市规划和环境。2008年，马克斯·布里森再次当选为迪迪埃·博罗特拉的副手，在5月12日任同一代表团的第一副团长。2001年，马克斯·布里森因加入迪迪埃·博罗特拉的透明队而被排除在保卫共和联盟之外。2002年，马克斯·布里森加入了新成立的人民运动联盟。他现在是共和党党员。
2014年，即将卸任的市长迪迪埃·博罗特拉决定不竞选连任，马克斯·布里森以人民运动联盟的名义参加了市政选举。对手是米歇尔·维纳克。马克斯·布里森在第一轮比赛中领先，但在比亚里茨选举中输给了米歇尔·维纳克，后者成功当选为市长。
2017年9月，马克斯·布里森当选法国参议院议员后，根据《连任法》，2017年10月18日他在《赫芬顿邮报》论坛上宣布辞去比亚里茨市议会反对党市议员的职务。在2020年的市政选举中，他宣布支持大西洋比利牛斯省省议会的另一位同事迈德·阿罗斯特盖伊，2020年7月3日，迈德·阿罗斯特盖伊当选比亚里茨市市长。
2021年10月6日，马克斯·布里森偕同阿兰·李察、安德烈·瓦利尼、奥利维尔·卡迪奇对中華民國进行为期三天的国事访问。

## 社会兼职
马克斯·布里森曾在多个董事会任职：
- 巴斯克博物馆、保罗大学和阿杜尔国家联合会；

- 巴斯克文化研究所；

- 巴斯克语公共办公室。

## 家庭
马克斯·布里森已婚，有两个女儿。